# Security Building (Phoenix)
El Security Building es un edificio en el centro de la ciudad de Phoenix, en el estado de Arizona (Estados Unidos). Fue terminado en 1928 e incluido en el Registro Nacional de Lugares Históricos en 1985. Mide 32,92 metros y fue terminado en 1928. 

## Historia
Fue construido para la Compañía de Mejoramiento de Seguridad, cuyo presidente era el destacado agente inmobiliario de Phoenix, Dwight B. Heard. Desde 1897 hasta su muerte en 1929, Heard fue uno de los hombres más poderosos del estado, dueño de una compañía de inversiones, una compañía de ganado y el periódico Arizona Republican. El edificio serviría como sede para productores de productos agrícolas y bufetes de abogados a lo largo de los años.
En 1958, se añadió el ático del noveno piso, que servía como hogar de Walter R. Bimson, presidente del exitoso Valley National Bank of Arizona
En 2001, el condado de Maricopa adquirió la propiedad y en 2005 comenzaron las renovaciones. El edificio actualmente alberga oficinas del condado; el Laboratorio de Investigación Urbana de Phoenix de la Universidad Estatal de Arizona ocupó el antiguo ático hasta mayo de 2012

## Arquitectura
El edificio fue diseñado por Curlett & Beelman, con los contratistas regionales Edwards, Wildey y Dixon construyendo el edificio. Es un ejemplo de la arquitectura neorrenacentista, que utiliza cobre y ladrillos moldeados a mano. La estructura utiliza hormigón armado, mientras que el interior incluye suelos y paredes de mármol, así como puertas de ascensor de latón.